# Belvosia campestris
Belvosia campestris är en tvåvingeart som först beskrevs av Jean-Baptiste Robineau-Desvoidy 1830.  Belvosia campestris ingår i släktet Belvosia och familjen parasitflugor.
Artens utbredningsområde är Frankrike. Inga underarter finns listade i Catalogue of Life.